# 三木市立別所中学校
三木市立別所中学校（みきしりつべっしょちゅうがっこう）は、兵庫県三木市にある公立中学校である。

## 沿革
- 1947年、開校。

## 校訓
自主、協同、創造、健康

## 部活動

### 運動部
- 野球部
- サッカー部
- バレーボール部
- 女子バスケットボール部
- 女子ソフトテニス部

### 文化部
- 音楽部
- 美術部

## 校区
- 別所町（小林、近藤及び高木字大山を除く）[1]

## 進学前小学校
- 三木市立別所小学校[1]

## その他
- 自転車通学は許可されている。
- 自転車ヘルメットの付け忘れは自転車通学停止に繋がる。

## 周辺道路
- 国道175号
- 兵庫県道20号加古川三田線
- 兵庫県道513号三木環状線

## 通学区域が隣接している学校
- 三木市立三木東中学校
- 三木市立三木中学校
- 小野市立小野南中学校
- 加古川市立山手中学校
- 稲美町立稲美中学校
- 神戸市立神出中学校